# Red Tape
Red Tape is het vijfde studioalbum van de Amerikaanse muziekgroep Atlanta Rhythm Section. ARS werkte volgens Polydor te langzaam naar blijvend succes toe. De twee singles van dit album Jukin en Free spirit kregen regionaal wel enige airplay, maar doordringen tot de Billboard Hot 100 deden ze niet. Het album haalde in de Verenigde Staten de 146e plaats in de Billboard Album Top 200. In Nederland haalden noch album noch singles de hitlijsten. Het album is opgenomen in Studio One te Doraville, Georgia, thuishaven van de band.

## Musici
- Ronnie Hammond – zang
- Barry Bailey, J.R. Cobb – gitaar
- Paul Goddard – basgitaar
- Dean Daughtry – toetsinstrumenten
- Robert Nix – slagwerk

## Muziek
| Nr. | Titel                                             | Duur |
| --- | ------------------------------------------------- | ---- |
| 1.  | Jukin / San Antionio Rose (Buie, Nix / Wills)     | 3:43 |
| 2.  | Mixed emotions (Buie, Cobb, Nix)                  | 3:20 |
| 3.  | Shanghied (Buie, Cobb, Nix)                       | 2:14 |
| 4.  | Police! Police! (Buie, Cobb, Nix)                 | 3:11 |
| 5.  | Beautiful dreamers (Buie, Cobb, Nix)              | 3:26 |
| 6.  | Oh what a feeling (Nuie, Nix, Daughtry)           | 2:39 |
| 7.  | Free spirit (Buie, Nix, Hammond)                  | 3:35 |
| 8.  | Another man’s woman (Buie, Nix, Daughtry, Bailey) | 9:47 |

Het album werd op compact disc begeleid door Dog Days, gezien de korte speelduur van beide albums.